# الرشتات
الرشتات (به آلمانی: Ellerstadt) یک شهر در آلمان است که در باد دورکهایم واقع شده‌است. الرشتات ۲٬۲۵۵ نفر جمعیت دارد.